# Klangstabil
Klangstabil ist ein Elektronik-Projekt aus Süddeutschland.

## Geschichte
Klangstabil wurde 1994 von Maurizio Blanco (* 8. Dezember 1971), zusammen mit Boris May (* 29. November 1974) gegründet. Nach kleineren Auftritten wurde eine Plattenfirma auf die Band aufmerksam und eine erste Produktion auf Vinyl erschien. Ihr Debütalbum von 1997, Böhm, Gott der Elektrik, ist eine Hommage an die Dr.-Böhm-Orgel und die analog-elektronische Klangerzeugung der 1970er-Jahre. 2000 erschien Gioco Bambino (italienisch für Game Boy), ein betont monoton-minimalistisches Album; es wurde überwiegend mittels eines Game Boys kreiert. Kantorka von 2001 ist eine klangliche Repräsentation des Krabat-Romans. Math & Emotion thematisierte 2008 die Vereinigung von Ratio und Ekstase.
Vertraut, eines der bekanntesten Stücke von Klangstabil, entstand bereits um 2002 und erschien auf der jährlichen Kompilation des Maschinenfests; das dazu geplante Album blieb unvollendet. 2010 wurde der Titel als eigenständige EP neu veröffentlicht. Das Artwork entstammt der Ursprungszeit und wurde von der befreundeten, ehemaligen Die drei ???-Grafikerin Aiga Rasch gestaltet.
Klangstabil waren häufig auf dem Maschinenfest in Oberhausen vertreten, traten aber auch auf großen Festivals auf, etwa auf dem Wave-Gotik-Treffen in Leipzig, dem niederländischen Summer Darkness Festival oder dem Amphi Festival in Köln.

## Diskografie

### Alben
- 1997: Böhm, Gott der Elektrik (12", MHz Records)
- 1997: Straftat gegen das Leben (12"/CD, David Records/MHz Records)
- 1998: Sieg der Monochronisten (12", Hymen Records)
- 2000: Sprite Storage Format (12", Ant-Zen)
- 2000: Gioco Bambino (CD, MHz Records/Plate Lunch)
- 2001: Kantorka (12", Pflichtkauf)
- 2004: Taking Nothing Seriously (12"/CD, Heckengäu/Ant-Zen)
- 2008: Math & Emotion (CD, Ant-Zen/MHz Records)
- 2013: Shadowboy (CD, Ant-Zen/MHz Records)
- 2015: One Step Back, Two Steps Forward (2CD, Ant-Zen/MHz Records)
- 2025: Chronik (CD, Ant-Zen/MHz Records)

### Singles und EPs
- 1995: Senden und Empfangen (12", Shokoy Records)
- 1998: Fünf Minuten Klangstabil (7", MHz Records)
- 1999: Menschenhass (10", World War IV)
- 2003: Tsuba (7", MHz Records)
- 2010: Vertraut (CD, Ant-Zen/MHz Records)
- 2022: You May Start, Kill All Lifeforms (7" Ant-Zen/MHz Records)

### Sonstige Veröffentlichungen
- 1998: Aktiv (VHS, David Records/MHz Records)
- 2008: Archive.One (MP3, Kompilation, Ant-Zen)

## Stil
Stilistisch maßgeblich von Kraftwerk inspiriert, reicht das Spektrum von experimentellen Soundcollagen bis Elektropop – ein mit Synthflächen, elaborierten Rhythmen und intensivem Gesang durchwobener Dark Electro Pop, den die Band selbst als Klangpop stilisiert:
„they call it 'klangpop'. massive synth surfaces, pulsing sequencer patterns and intense vocals intertwined with precise computerized drum beats add up to memorable tunes (…) elaborated rhythmical work, hidden sound fragments and the specific tension klangstabil are well-known for …“
Der Gesang changiert zwischen englisch, deutsch und italienisch. Einige Stücke sind einleitend mit Sprachsamples versetzt.